# Zahornaje (obwód miński)
Zahornaje (biał. Загорнае; ros. Загорное, Zagornoje) – wieś na Białorusi, w obwodzie mińskim, w rejonie kleckim, w sielsowiecie Czerwona Gwiazda, przy drodze republikańskiej R43.
Współcześnie miejscowość obejmuje dawne wsie Bałwań Mała (biał. Мала́я Балва́нь, Małaja Bałwań) i Bałwań Wielka (biał. Вялі́кая Балва́нь, Wialikaja Bałwań).

## Warunki naturalne
Wieś położona jest nad Bałwanką, na której znajduje się tu zbiornik retencyjny.

## Historia
W XIX i w początkach XX w. Bałwany (Bałwań) Małe i Wielkie położone były w Rosji, w guberni mińskiej, w powiecie słuckim, w gminie Hrycewicze.
W dwudziestoleciu międzywojennym leżały w Polsce, w województwie nowogródzkim, w powiecie nieświeskim, w gminie Hrycewicze. W 1921 Bałwań Mała liczyła 260 mieszkańców, zamieszkałych w 45 budynkach, w tym 258 Polaków i 2 Białorusinów. 245 mieszkańców było wyznania prawosławnego i 15 rzymskokatolickiego. Bałwań Wielka liczyła zaś 568 mieszkańców, zamieszkałych w 104 budynkach, w tym 485 Białorusinów, 65 Polaków, 13 Żydów i 5 osób innej narodowości. 491 mieszkańców było wyznania prawosławnego, 63 rzymskokatolickiego, 13 mojżeszowego i 1 ewangelickiego.
Bałwań Wielka położona była wówczas przy granicy ze Związkiem Sowieckim. Mieściła się tutaj strażnica KOP „Wielka Bałwań”.
Po II wojnie światowej w granicach Związku Sowieckiego. Od 1991 w niepodległej Białorusi.